# 田村紀雄
田村 紀雄（たむら のりお、1934年9月11日 - ）は、日本の社会学者、ノンフィクション作家、東京経済大学名誉教授。

## 来歴
群馬県前橋市生まれ。栃木県立栃木高等学校を経て群馬県立太田高等学校卒業後、編集プロダクションでライターの仕事をし、蔵内数太、鶴見俊輔ら多くの社会学者と知り合い、権田保之助の仕事に学ぶ。1961年法政大学社会学部卒。1965年、日高六郎の招きで東京大学新聞研究所助手となり、その後桃山学院大学助教授を経て、1974年東京経済大学経営学部助教授、83年教授。1995年東京経済大学コミュニケーション学部創設と同時に、同学部学部長に就任。
2004年「エスニック・ジャーナリズム 日系カナダ人、その言論の勝利」で武蔵大学社会学博士（主査・白水繁彦）。2006年東京経済大を定年退職、名誉教授。足尾鉱毒事件をメディア史の視点から分析したほか、ミニコミ、アメリカの日系新聞の調査・研究を行った。また思想の科学研究会、日本移民学会、日本情報ディレクトリ学会、日本インターンシップ学会の各会長を歴任した。

## 著書
- 『日本のローカル新聞』現代ジャーナリズム出版会 1968
- 『労働組合の言論活動』芳賀書店 1970
- 『コミュニティ・メディア論 地域の復権と自立に』現代ジャーナリズム出版会 1972
- 『組織情報と組織媒体の研究』社会思想社 1972
- 『鉱毒 渡良瀬農民の苦闘』新人物往来社 1973
- 『都市の文化』白馬出版 1974
- 『鉱毒農民物語』朝日選書 1975
- 『ひろばの思想』文和書房 1976
- 『ミニコミ 地域情報の担い手たち』日本経済新聞社 日経新書　1977
- 『渡良瀬の思想史 住民運動の原型と展開』風媒社 1977
- 『川俣事件 渡良瀬農民の苦闘』第三文明社 レグルス文庫 1978
- 『地域メディア時代 コミュニティ情報をどうとらえるか』ダイヤモンド社 ダイヤモンド現代選書 1979
- 『タウン誌出版 コミュニティ・メディアへの招待』理想出版社 マスコミシリーズ 1980
- 『アメリカのタウン誌』河出書房新社 1981
- 『地域イベントの時代 いま、どこで、なにが 情報源マップ付』ダイヤモンド社 ダイヤモンド現代選書 1981
- 『明治両毛の山鳴り 民衆言論の社会史』百人社 1981
- 『ニューメディアは地域を変える』東洋経済新報社 東経選書 1983
- 『ニューメディアのアメリカ』日本工業新聞社 1984
- 『テレコミ社会の誕生 NTTが生みだすもの』サイマル出版会 1985
- 『テレマーケティング 爆発する市場』日本工業新聞社 1987
- 『電話帳 家庭データベースの社会史』中公新書 1987
- 『テレコム社会がやってくる 変わるビジネス、変わる生活 最前線報告』ダイヤモンド社 1988
- 『海外へユートピアを求めて 亡命と国外根拠地』社会評論社 思想の海へ「解放と変革」 1989
- 『町おこしと等身大のメディア』御茶の水書房 1989
- 『アメリカの日本語新聞』新潮選書 1991
- 『情報の道具学』KDDクリエイティブ 1991
- 『「在宅化」社会 ビジネスが変わる・生活が変わる』ダイヤモンド社 1992
- 『鈴木悦 日本とカナダを結んだジャーナリスト』リブロポート シリーズ民間日本学者 1992
- 『日本のリトルマガジン 小雑誌の戦後思想史』出版ニュース社 1992
- 『電話の政治学 規制緩和のバランスシート』悠思社 1994
- 『メディア事典』KDDクリエイティブ 1996
- 『「国境なき労働者」とメディア 日本にもやってきた多言語社会』日中出版 1997
- 『田中正造をめぐる言論思想 足尾鉱毒問題の情報化プロセス』社会評論社 1998
- 『コミュニケーション 理論・教育・社会計画』柏書房 1999
- 『川俣事件 足尾鉱毒をめぐる渡良瀬沿岸誌』社会評論社 2000
- 『電話帳の社会史』NTT出版 2000
- 『カナダに漂着した日本人 リトルトウキョウ風説書』芙蓉書房出版 2002
- 『エスニック・ジャーナリズム 日系カナダ人、その言論の勝利』柏書房 Kashiwa学術ライブラリー 2003
- 『海外の日本語メディア 変わりゆく日本町と日系人』世界思想社 2008
- 『日本人移民はこうして「カナダ人」になった 『日刊民衆』を武器とした日本人ネットワーク』芙蓉書房出版 2014
- 『移民労働者は定着する　『ニュー・カナディアン』文化、情報、記号が伴に国境を横切る』社会評論社 2019

### 共編著
- 『号外』解説 池田書店 1974
- 『ミニコミの論理 「知らせる権利」の復権』編著 学陽書房 1976
- 『ジャーナリズムの社会学』編著 ブレーン出版 1977
- 『ミニコミ・ティーチイン』編著 ブレーン出版 1978
- 『タウン誌入門』編 文和書房 1979
- 『祭りの天気図 現代のまつり情報』編 幸洋出版 1981
- 『地域メディア ニューメディアのインパクト』編著 日本評論社 1983
- 『ニューメディア行政 地方自治体「21世紀」への地域情報戦略』編著 総合労働研究所 1984
- 『ガリ版文化史 手づくりメディアの物語』志村章子共編著 新宿書房 1985
- 『ニューメディア行政の実践 地域情報サービスの具体的展開』編著 総合労働研究所 1986
- 『米国初期の日本語新聞』白水繁彦共編 勁草書房 1986
- 『私にとっての田中正造』編 総合労働研究所 1987
- 『地域メディア』新版 竹内郁郎共編著 日本評論社 1989
- 『語りつぐ田中正造 先駆のエコロジスト』志村章子共編 社会評論社 1991
- 『復刻「ユタ日報」 1940-1945』編 五月書房 1992
- 『ジャーナリズムを学ぶ人のために』林利隆共編 世界思想社 1993
- 『正義は我に在り 在米・日系ジャーナリスト群像』編著 社会評論社 1995
- 『大学生の見たメディアのアントレプレナ』編 NTTメディアスコープ 1997
- 『コミュニケーション学入門 進路とキャリア設計のために』編 NTT出版 2003
- 『地域メディアを学ぶ人のために』編 世界思想社 2003
- 『現代ジャーナリズムを学ぶ人のために』林利隆・大井眞二共編 世界思想社 2004、第2版2018
- 『現代地域メディア論』白水繁彦共編著 日本評論社 2007
- 『ポストン収容所の地下新聞 1944年11月～1945年9月』編 芙蓉書房出版 2009

## 参考
- 田村紀雄教授略歴ならびに著作目録 (田村紀雄教授退任記念号) コミュニケーション科学 2006
- 『現代日本人名録』2002年

| 学職          | 学職                                                      | 学職          |
| ------------- | --------------------------------------------------------- | ------------- |
| 先代 （新設） | 東京経済大学 コミュニケーション学部学部長 1995年 - 1997年 | 次代 板垣雄三 |